# Grégoire Leprince-Ringuet

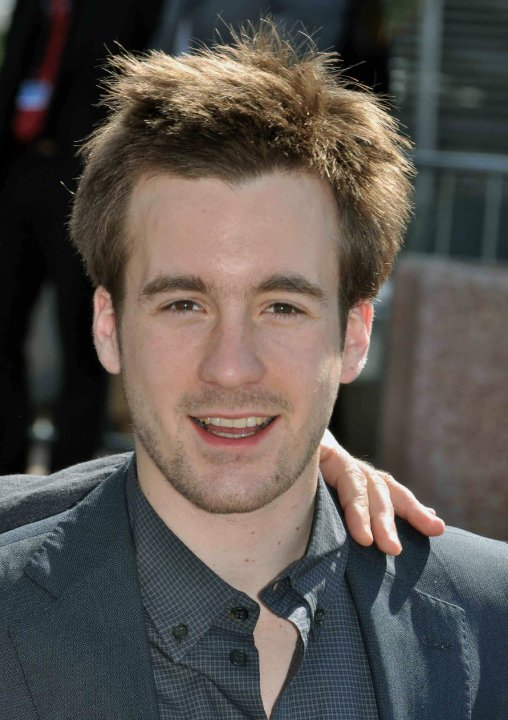
Grégoire Leprince-Ringuet 2010

Grégoire Leprince-Ringuet (* 4. Dezember 1987 in der Normandie) ist ein französischer Schauspieler und Theaterregisseur.

## Leben
Grégoire Leprince-Ringuet war von 1998 bis 2002 Mitglied des Kinderchors der Opéra National de Paris. Seit 2003 steht er regelmäßig vor der Filmkamera. Für seine Rolle in Christophe Honorés Film Chanson der Liebe (2007) erhielt er eine Nominierung für den César in der Kategorie Bester Nachwuchsdarsteller. Unter Honorés Regie kam er ein weiteres Mal in dem Filmdrama Das schöne Mädchen (2008) zum Einsatz. Eine Hauptrolle hatte er in dem Thriller Black Heaven aus dem Jahr 2010. Im selben Jahr war er auch in Bertrand Taverniers Historienfilm Die Prinzessin von Montpensier sowie in dem Horrorfilm Djinns – Dämonen der Wüste zu sehen.

## Filmografie (Auswahl)
- 2003: Die Flüchtigen (Les égarés)
- 2005: Familie zu verkaufen (Bednye rodstvenniki)
- 2005: Tiefschläge (Frappes interdites) (TV-Film)
- 2007: Chanson der Liebe (Les chansons d’amour)
- 2007: Voleurs de chevaux
- 2008: Das schöne Mädchen (La belle personne)
- 2010: Black Heaven (L’autre monde)
- 2010: Die Prinzessin von Montpensier (La princesse de Montpensier)
- 2010: Djinns – Dämonen der Wüste (Djinns)
- 2011: Der Schnee am Kilimandscharo (Les neiges du Kilimandjaro)
- 2011: L’accordeur
- 2012: Le noir (te) vous va si bien
- 2013: Der jüdische Kardinal (Le métis de Dieu)
- 2015: Schicksalswald (La forêt des quinconces)
- 2015: Eine verrückte Geschichte (Une histoire de fou)
- 2017: Der Schmerz (La douleur)
- 2018: O Caderno Negro
- 2019: Gloria Mundi – Rückkehr nach Marseille (Gloria Mundi)
- 2019: The French Dispatch
- 2023: Die Bonnards – Malen und lieben (Bonnard, Pierre et Marthe)
- 2023: A Difficult Year (Une année difficile)
- 2023: Das Fest geht weiter (Et la fête continue!)